# リー・マリア
リー・マリア（Lee Malia、1987年6月4日 - ）は、イギリスのミュージシャンである。ロック・バンドブリング・ミー・ザ・ホライズンのギターリストである。

## 略歴
幼い頃、メタリカを聞き、その影響を受けギターを弾き始めた。最初のギターはジャクソンであったが後にエピフォンを購入した。2004年、高校生の頃、オリヴァー・サイクスらと出会いブリング・ミー・ザ・ホライズンを結成した。またその高校の友人にはアークティック・モンキーズのメンバーがいる。
2017年にガールフレンドと結婚。

## 使用機材
主にギブソン・レスポール・カスタムを使用している。他にもギブソンのギターを所有している。エピフォンのギターも所有している。

## 人物
18歳の頃に、タトゥーを入れ始めた。
バットマン、ジュラシックパーク等の映画が好きである。他にはテレビゲームをすることが好き。